# Неманское
Неманское — посёлок в Краснознаменском городском округе Калининградской области. До 2015 года входил в состав Алексеевского сельского поселения. В прошлом состояло из трёх отдельных поселений: 1) Траппёнен (с 1938 по 1945 Траппен); 2) Мёзен (с 1938 по 1945 Кляйнхартигсберг); 3) Бёттхерсхоф.

## География
Посёлок расположен на северо-востоке Калининградской области, на левом берегу реки Неман (по которой проходит граница между Россией и Литвой), в междуречье Немана и его левого притока Шешупе.

## Население
| 2002 | 2010 |
| ---- | ---- |
| 657  | ↗714 |

## История
Населённый пункт относится к исторической области древней Пруссии именем Надровия.
В 1938 году властями гитлеровской Германии название Траппёнен было изменено на более германизированный вариант Траппен в рамках кампании по упразднению в Восточной Пруссии топонимики литовского происхождения. В 1945—1946 годах советские власти возвращали в употребление более литуанизированный вариант Траппёнен.
В 1946 году населённый пункт Траппёнен был переименован в посёлок Неманское.